# Bburago
Bburago was een Italiaanse modelautofabrikant, die produceerde tussen 1974 en 2005.
Bburago begon in 1974 met de productie van modelauto's in Molgora. Na een voorzichtig begin introduceerde het bedrijf een nieuwe schaal: 1:18. Bburago creëerde hiermee een volledig nieuwe markt die tegenwoordig fel bevochten wordt. Bburago werd hier uiteindelijk zelf het slachtoffer van en moest in 2005 haar faillissement aanvragen. De Chinese fabrikant Maisto nam de bezittingen en de merknamen van Bburago over.
Bburago heeft in verschillende schalen auto's gemaakt, maar werd het meest bekend door haar 1:18 modellen.

## 1:24 modellen
Tot Bburago de 1:18 markt aanboorde, was 1:24 de belangrijkste grote schaal. Bburago heeft de 1:24 schaal nooit verlaten, hoewel het aandeel steeds kleiner werd. Bburago begon aanvankelijk in 1:18 schaal, omdat het evenveel kostte om een 1:18 model te maken als een 1:24. De markt in 1:24 was redelijk krap en dus zocht Bburago een niche.

## 1:18 modellen
Toen Bburago als eerste een 1:18 modelauto maakte, wist ze nog niet hoe succesvol dit zou worden. Eind jaren 80 was het de marktleider in deze markt, maar in de jaren 90 begonnen verschillende fabrikanten aan de markt te nibbelen, waarvan de belangrijkste Maisto was.

## 1:43 modellen

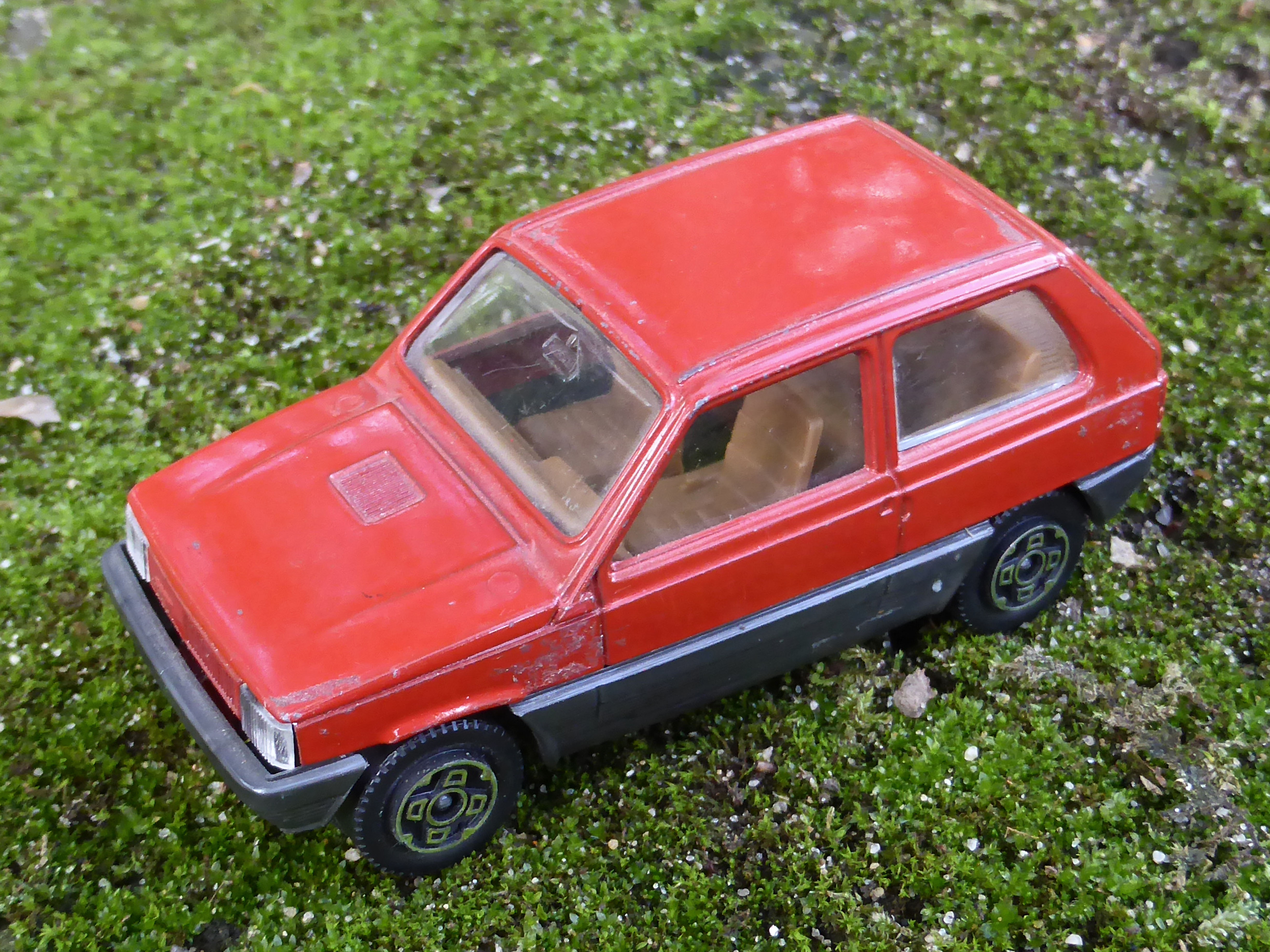
1:43 model van een FIAT Panda 45

In de schaal 1:43 heeft Bburago ook modellen gemaakt, maar deze werden meer als speelgoed gezien.

## Andere merken
Bburago heeft ook andere merken overgenomen, zoals Tonka en Polistil.

## Metal kits
Bburago heeft ook metal kits gemaakt in schaal 1:18, 1:24 en 1:43.
Ze werden gemaakt voor kinderen vanaf 8 jaar.
Abrex ·
Action ·
Agat ·
AHC Models ·
Amalgam ·
AWM ·
Apek ·
Artitec ·
Aurometal ·
Autoart ·
B-A-C ·
Bandai ·
Barlux ·
Best box ·
Bburago ·
BGM ·
Biante ·
Blue Box ·
Brami ·
Brekina ·
Britains ·
Buby ·
Budgie ·
Bymo ·
Cararama ·
Carex ·
Carisma ·
Carson ·
Charbens ·
Champion ·
CM's ·
Compact Specials Europe ·
Conrad ·
Corgi ·
Darda ·
DeAgostini ·
De Backer ·
Diamond Label ·
Dinky Toys ·
Doorkey ·
Edocar ·
Efsi ·
Eko ·
Elekon ·
Eligor ·
Ellas ·
ERTL ·
Espewe ·
Estetyka ·
Exoto ·
Faller ·
Galgo ·
Gama ·
Gasquy ·
Gisima ·
GMP ·
Greenlight ·
Grell ·
Guiloy ·
Guisval ·
Hasegawa ·
Herpa ·
Highspeed ·
Holland Oto ·
Hongwell ·
Hot Wheels ·
Husky ·
Igra ·
Italeri ·
J.M.K. ·
Jada Toys ·
Joal ·
Johnny Lightning ·
Jouef ·
Joy city ·
Kaden ·
KEES ·
Kenner ·
Kentoys ·
Konami ·
KOVAP ·
Kyosho ·
LEGO ·
Lesney ·
Limocars ·
Lion Toys ·
Lledo ·
Lone Star ·
Maisto ·
Majorette ·
Märklin ·
Marx ·
Matchbox ·
Mebetoys ·
Mercury ·
Metchy ·
Miho ·
Miniauto ·
MiniChamps ·
Mira ·
Monogram ·
Monti System ·
Morestone ·
MotorMax ·
Muky ·
Neo Scale Models ·
New Ray ·
Norev ·
Norscot ·
Novoexport ·
NZG ·
Onyx ·
Oxford Diecast ·
Permot ·
Pilen ·
Pioneer ·
Plasticart ·
Playart ·
Pocher ·
Poliguri ·
Polistil ·
Politoys ·
Portegies ·
Premium Classixxs ·
Racing Champions ·
Radon ·
Rainbow Toys ·
R.A.M.I. ·
Realtoy ·
Real-X ·
Redbox ·
REI ·
Replicars ·
Retro 43 ·
Revell ·
Rietze ·
Rivarossi ·
Road Signature ·
Roco ·
Ros ·
RW Modell ·
Sablon ·
Safir ·
Schabak ·
Schuco ·
SEBA ·
Septoy ·
Shelby Collectables ·
SIKU ·
Směr ·
Solido ·
Spark ·
Speedy ·
Summer ·
Tamiya ·
Tantal ·
Tekno ·
Tematoys ·
Tin Toys ·
Tomica ·
Tonka ·
Tootsietoy ·
Tuf Tots ·
Universal Hobbies ·
Valvoline ·
Vemi ·
Welly ·
Wiking ·
Winner ·
Wörlein ·
WSI ·
X-concepts ·
Yatming ·
Yaxon ·
Yow Modellini ·
Zee toys ·
Zylmex